# Place d’Iéna
Koordinaten: 48° 52′ N, 2° 18′ O
Place d’Iéna liegt im 16. Arrondissement von Paris.

## Lage
Der Platz bildet die große Kreuzung der Avenues d’Iéna und du Président-Wilson und ist die Mündung der Avenue Pierre-Ier-de-Serbie und der Straßen Boissière und de Longchamp.
Auf dem Platz ist der Zugang zur Metrostation Iéna mit der Linie  .

## Namensursprung
Der Name soll an den Sieg Napoléons bei Jena am 14. Oktober 1806 erinnern.

## Geschichte
Der Platz entstand 1858 und erhielt den gegenwärtigen Namen 1878.

## Sehenswürdigkeiten
- Im Zentrum des Platzes befindet sich die Reiterstatue George Washington, eine Skulptur des Amerikaners Daniel Chester French, die im Jahr 1900 aufgestellt wurde.
- Nr. 5: In diesem Stadthaus wurden Teile des Films Brust oder Keule (1976) gedreht; es war die ehemalige Residenz des libanesischen Politikers Rafiq al-Hariri.
- Nr. 6: Museum Guimet
- Die Rotonde des Palais d’Iéna, das am 5. Juli 1993 zum Monument historique erklärt wurde, liegt am Place d’Iéna.[2]

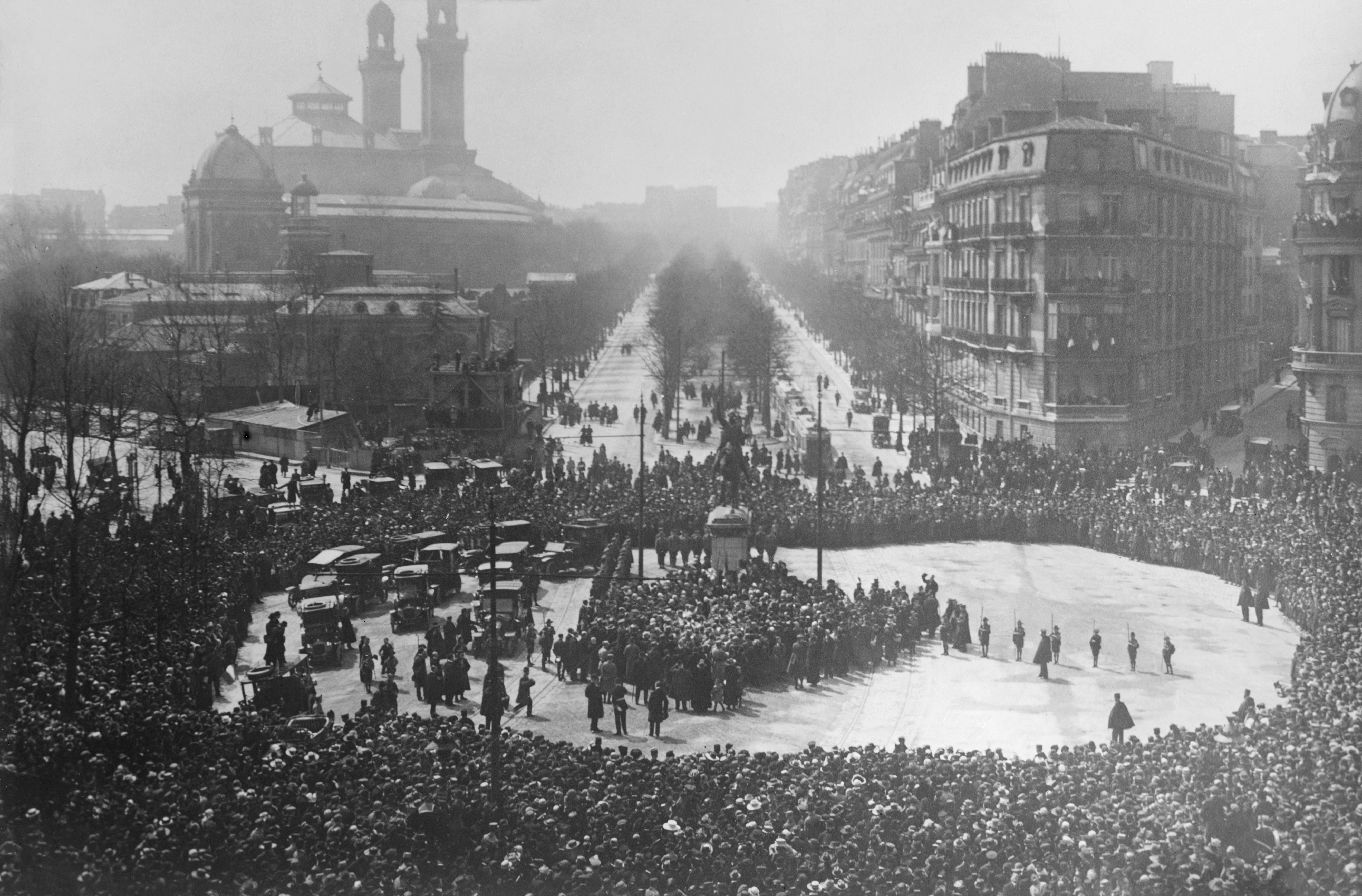
Einweihung der Reiterstatue Georges Washington
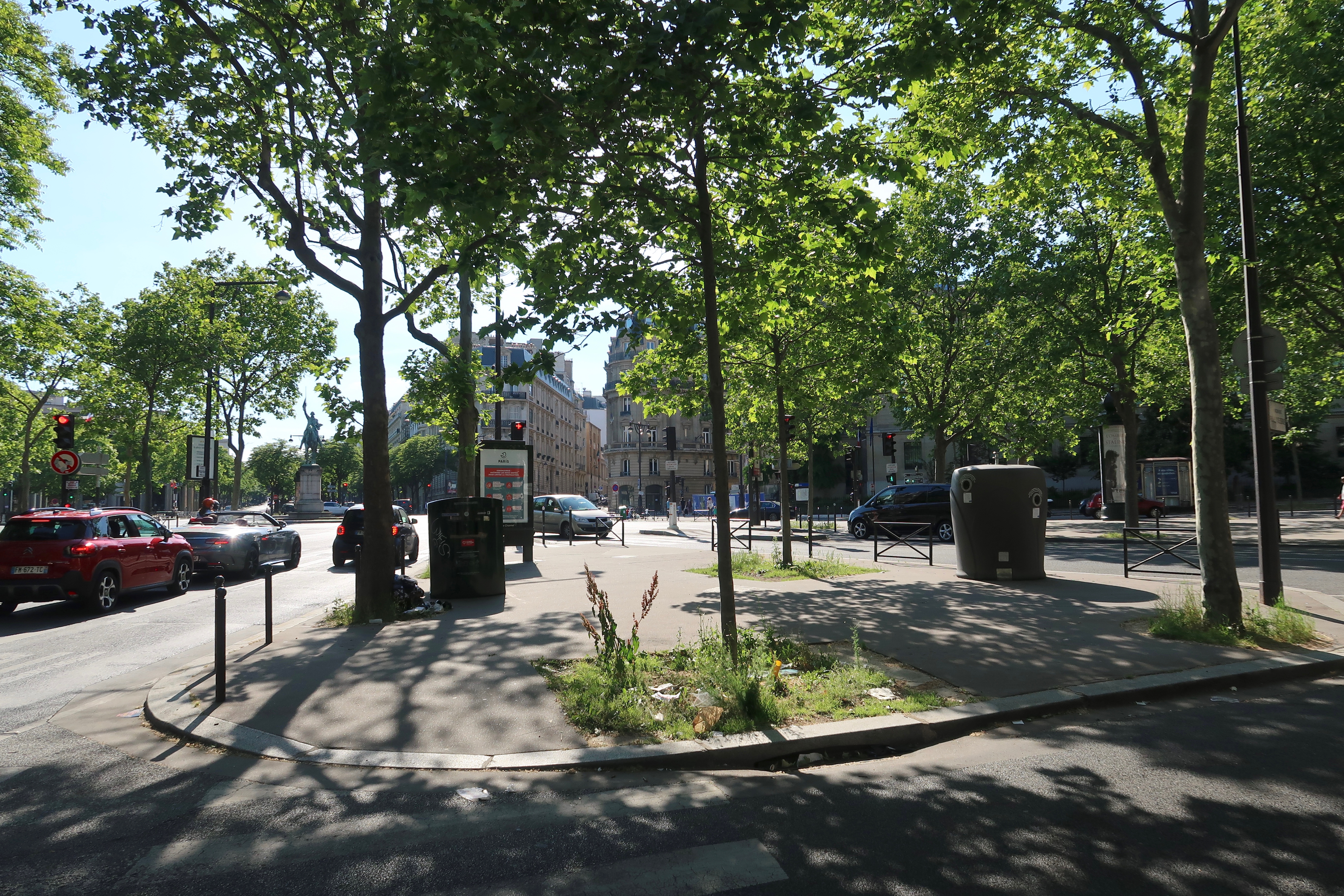
Einmündung Avenue d’Iéna Richtung Place Charles-de-Gaulle